# Spinomantis fimbriatus
A Spinomantis fimbriatus  a kétéltűek (Amphibia) osztályába és  a békák (Anura) rendjébe, az aranybékafélék (Mantellidae) családjába tartozó faj. 

## Előfordulása
Madagaszkár endemikus faja. A sziget keleti részén, Andasibe környékén, északkeleti részén Anjanaharibe és Marojejy környékén, 500–1000 m-es tengerszint feletti magasságban, érintetlen esőerdőkben honos.

## Taxonómiai besorolása
Ezt a fajt Frank Glaw és Miguel Vences 1994-ben eredetileg a  Mantidactylus Spinomantis elnemébe sorolta.

## Megjelenése

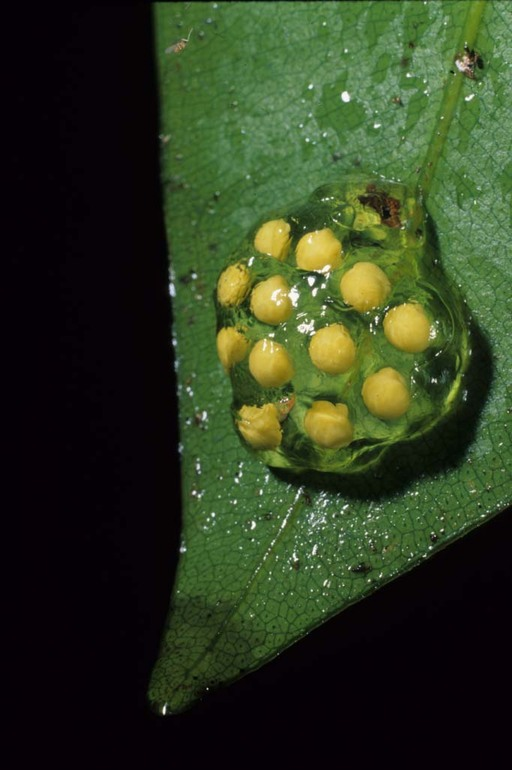
Petecsomója

Közepes méretű Spinomantis faj. Az Andasibe környékén gyűjtött holotípus hím mérete 39 mm, fejének szélessége 14 mm, szemének átmérője 4,5 mm. Hallószerve nem feltűnő. Mellső lába úszóhártya nélküli. Ujjainak vége határozottan megnövekedett. Nagy méretű, félkör alakú combmirigyei vannak. Háti bőre szemcsés. Hátán, fején, és a szemén bőrkinövések találhatók. Lábfejének hátsó részén 9–11 meglehetősen nagy méretű tüskeszerű bőrkinövés helyezkedik el; mellső végtagjának alsó részén 3–5 hasonló bőrkinövés található. Szemei között két határozott, hosszanti barázda húzódik. 
Hátának színe mohazöld, rendszertelenül elhelyezkedő világosabb és sötétebb mintázattal. Ágyékrészén sötétbarna foltok láthatók, háta közepén óraüveg alakú világos árnyalatú minta húzódik. Hátsó lábán barna keresztirányú csíkok húzódnak. Hasi oldala egységesen fehéres színű.

## Természetvédelmi helyzete
A vörös lista a nem fenyegetett fajok között tartja nyilván. Több védett területen, a Marojejy Nemzeti Parkban, a Masoala Nemzeti Parkban és az Analamazaotra Speciális Rezervátumben is megtalálható.